# Tập đoàn Nagakawa
Tập đoàn Nagakawa (tên đầy đủ: Công ty Cổ phần Tập đoàn Nagakawa, tiếng Anh: Nagakawa Group,. JSC) là tập đoàn kinh tế tư nhân đa ngành, hoạt động trong lĩnh vực điện lạnh, gia dụng. Tập đoàn tiền thân là Công ty liên danh Nagakawa Việt Nam, thành lập năm 2002 tại tỉnh Vĩnh Phúc với tổng số vốn đầu tư 100 tỷ đồng (mã chứng khoán: NAG). Ngày 21 tháng 8 năm 2017, công ty Cổ phần Nagakawa Việt Nam chính thức chuyển thành Công ty cổ phần Tập đoàn Nagakawa.

## Lịch sử
| Năm 2002 | Công ty Liên danh Nagakawa Việt Nam thành lập năm 2002 tại Tỉnh Vĩnh Phúc, tên giao dịch Nagakawa Viet Nam Joint Venture Company. |
| Năm 2007 | Công ty Liên danh Nagakawa Việt Nam chính thức chuyển đổi hình thức sở hữu thành Công ty cổ phần theo Quyết định số 853/QĐ-UBND ngày 21/03/2007 UBND tỉnh Vĩnh Phúc; hoạt động theo mô hình Công ty cổ phần theo Giấy chứng nhận đăng ký kinh doanh số 1903000273 do Sở Kế hoạch và Đầu tư tỉnh Vĩnh Phúc cấp ngày 21/03/2007. |
| Năm 2009 | Ngày 22/09/2009 Công ty cổ phần Nagakawa Việt Nam chính thức niêm yết 10 triệu cổ phiếu trên Sở Giao dịch chứng khoán Hà Nội. Đây là mốc son quan trọng đánh dấu một bước ngoặt lịch sử trong quá trình phát triển của Nagakawa Việt Nam. |
| Năm 2010 | Ngày 25/09/2010, Công ty cổ phần Nagakawa Việt Nam nhận được quyết định số 651/QĐ-SGDHN của Sở giao dịch Chứng khoán Hà Nội về việc chấp thuận cho CTCP Nagakawa Việt Nam được niêm yết bổ sung 1.000.000 cổ phiếu phát hành trả cổ tức năm 2009 theo Nghị quyết ĐHĐCĐ thường niên số 01/2010/NQ-ĐHĐCĐ. |
| Năm 2012 | Ngày 16/02/2012 Sở GDCK Hà Nội đã có quyết định số 70/QĐ-SGDHN chấp thuận cho CTCP Nagakawa Việt Nam được niêm yết bổ sung 2.500.000 cổ phiếu phát hành theo Giấy chứng nhận chào bán cổ phiếu ra công chúng số 762/UBCK-GCN. Ngày 31/8/2012 Sở GDCK Hà Nội đã có quyết định số 436/QĐ-SGDHN chấp thuận cho CTCP Nagakawa Việt Nam được niêm yết bổ sung 14.849.578 cổ phiếu. |
| Năm 2017 | Ngày 21/09/2017 kỷ niệm 15 năm thành lập Công ty, Nagakawa chính thức đầu tư vào ngành Gia dụng và chuyển đổi hình thức Công ty, trở thành Công ty Cổ phần Tập đoàn Nagakawa. Đây là bước thành công lớn, đánh dấu 15 năm hình thành và phát triển của Nagakawa. |
| Năm 2019 | Năm 2019, Tập đoàn Nagakawa đã gia nhập “cuộc chơi 4.0” bằng việc bắt tay với những sàn thương mại điện tử lớn, đưa sản phẩm Nagakawa đến với đông đảo người tiêu dùng trên cả nước. Đồng thời vào ngày 06/11/2019, Tập đoàn Nagakawa chính thức ra mắt website bán hàng trực tuyến shop.nagakawa.com.vn với nhiều tính năng ưu việt. |
| Năm 2020 | Tập đoàn Nagakawa chính thức ra mắt bộ sản phẩm Thiết bị nhà bếp cao cấp bao gồm 3 dòng sản phẩm chính: Bếp điện từ, máy hút mùi và máy rửa bát…, góp phần hoàn thiện hệ sinh thái nhà bếp của Nagakawa. Năm 2020 Tập đoàn Nagakawa ra mắt Chiến lược thương hiệu mới “An tâm toàn diện” với mục tiêu “Lấy khách hàng làm trung tâm”. Tập đoàn Nagakawa được WorldBank (Ngân hàng Thế giới) và Bộ Tài nguyên & Môi trường lựa chọn là nhà sản xuất tham gia dự án: "Loại trừ sử dụng công nghệ HCFC-22 và chuyển đổi sang công nghệ HFC-32 trong sản xuất điều hòa không khí tại Việt Nam". |
| Năm 2022 | Ngày 23/08/2022 Sở GDCK Hà Nội đã có quyết định số 585/QĐ-SGDHN chấp thuận cho CTCP Nagakawa Việt Nam được niêm yết bổ sung 13.965.400 cổ phiếu phát hành theo Giấy chứng nhận chào bán cổ phiếu ra công chúng số 148/GCN-UBCK ngày 30/05/2022. |
| Năm 2022 | Ngày 02/11/2022 Sở GDCK Hà Nội đã có quyết định số 774a/QĐ- SGDHN chấp thuận cho CTCP Nagakawa Việt Nam được niêm yết bổ sung 998.517 cổ phiếu phát hành trả cổ tức năm 2021 theo Nghị quyết ĐHĐCĐ thường niên số 01/2022/NQ-ĐHĐCĐ-NAG ngày 12/02/2022. |
| Năm 2022 | Nhà máy Nagakawa tại Hưng Yên đã chính thức đi vào hoạt động. |
| Năm 2023 | Ngày 06/11/2023, thành lập Công ty CP Công nghệ cao Nagakawa. |
| Năm 2024 | Tháng 9/2024, khởi công xây dựng Dự án Nhà máy Nagakawa Bình Xuyên. |
| Năm 2024 | Ra mắt Giải pháp quản trị nguồn lực doanh nghiệp toàn diện trên 1 nền tảng AN ERP. |

## Đơn vị trực thuộc
- Công ty Cổ phần Tập đoàn Nagakawa Chi nhánh Hà Nội
- Công ty Cổ phần Điện tử Nagakawa
- Công ty Cổ phần May KLW Việt Nam
- Công ty Cổ phần Đầu tư và Phát triển kỹ thuật Nagakawa

## Danh hiệu và Giải thưởng
- Top Công nghiệp 4.0 Việt Nam 2025
- Top 5 Thương hiệu xuất sắc Châu Á - Thái Bình Dương năm 2024
- Top 500 Doanh nghiệp lớn nhất Việt Nam năm 2024
- Giải thưởng Sao Vàng Đất Việt năm 2024
- Top 50 DN xuất sắc nhất Việt Nam năm 2024
- Top 500 DN tăng trưởng nhanh nhất Việt Nam năm 2024
- Top 50 Doanh nghiệp tăng trưởng xuất sắc nhất Việt Nam năm 2023
- Chiến dịch Marketing vì phát triển bền vững năm 2023
- Top 500 Doanh nghiệp lớn nhất Việt Nam 2023
- Top 100 sản phẩm và dịch vụ tốt nhất cho gia đình và trẻ em
- Top 500 Doanh nghiệp lớn nhất Việt Nam 2022
- Top 50 doanh nghiệp tăng trưởng xuất sắc nhất Việt Nam năm 2022
- Top 10 Vietnam Awards năm 2022
- Bằng khen cho tập thể và cá nhân có thành tích xuất sắc trong phong trào thi đua Doanh nhân và sự phát triển kinh tế - xã hội tỉnh Vĩnh Phúc nhiệm kỳ 2017 - 2022
- Thương hiệu xanh trong CMCN 4.0
- Nhà máy thân thiện với môi trường
- Doanh nhân tiêu biểu vì sự nghiệp bảo vệ môi trường (Tổng giám đốc)
- Top 50 Doanh nghiệp tăng trưởng xuất sắc nhất Việt Nam năm 2021
- Top 500 Doanh nghiệp tăng trưởng nhanh nhất Việt Nam năm 2021
- Top 100 sản phẩm, dịch vụ tốt nhất cho gia đình, trẻ em năm 2021
- Top 100 thương nhiệu mạnh Việt Nam năm 2021
- Thương hiệu xanh trong Cách mạng Công nghiệp 4.0
- Doanh nhân tiêu biểu vì sự nghiệp bảo vệ môi trường
- Nhà máy xanh thân thiện môi trường
- Top 500 Doanh nghiệp lớn nhất Việt Nam năm 2020
- Top 500 Doanh nghiệp tăng trưởng nhanh nhất Việt Nam năm 2019
- Top 10 Thương hiệu vàng vì sức khỏe người Việt năm 2019
- Cup vàng Sản phẩm thương hiệu chất lượng cao và quyền sử dụng dấu hiệu 2018
- Top 10 Sản phẩm, thương hiệu chất lượng cao năm 2018
- Giải thưởng Thương hiệu gia đình tin dùng năm 2017
- Top 10 Thương hiệu tiêu biểu châu Á – Thái Bình Dương